# Clásica de Almería 2023
Clásica de Almería 2023 var den 38. udgave af det spanske cykelløb Clásica de Almería. Det blev kørt på en 190,3 km lang rute den 12. februar 2023 med start i Puebla de Vícar og mål på Avenida Juan Carlos I i Roquetas de Mar i Almería. Løbet var en del af UCI ProSeries 2023.

## Resultater
| \| Samlede stilling \| Samlede stilling \| Samlede stilling \| Samlede stilling \| Samlede stilling \| \| Rytter \| Rytter \| Hold \| Tid \| \| \| ---------------- \| ------------------ \| ---------------------- \| ---------------- \| ---------------- \| \| 1. \| Matteo Moschetti \| Q36.5 Pro Cycling Team \| 4t 43' 16" \| \| \| 2. \| Arnaud De Lie \| Lotto Dstny \| + 0" \| \| \| 3. \| Jordi Meeus \| Bora-Hansgrohe \| + 0" \| \| \| 4. \| Alexander Kristoff \| Uno-X Pro Cycling Team \| + 0" \| \| \| 5. \| Giacomo Nizzolo \| Israel-Premier Tech \| + 0" \| \| \| 6. \| Max Walscheid \| Cofidis \| + 0" \| \| \| 7. \| Fernando Gaviria \| Movistar Team \| + 0" \| \| \| 8. \| Jason Tesson \| TotalEnergies \| + 0" \| \| \| 9. \| Paul Penhoët \| Groupama-FDJ \| + 0" \| \| \| 10. \| Sebastián Molano \| UAE Team Emirates \| + 0" \| \| |                    |                        |            |
| |                    |                        |            |
| Kilde: ProCyclingStats |                    |                        |            |
| Samlede stilling |                    |                        |            |
| Rytter | Rytter             | Hold                   | Tid        |
| 1. | Matteo Moschetti   | Q36.5 Pro Cycling Team | 4t 43' 16" |
| 2. | Arnaud De Lie      | Lotto Dstny            | + 0"       |
| 3. | Jordi Meeus        | Bora-Hansgrohe         | + 0"       |
| 4. | Alexander Kristoff | Uno-X Pro Cycling Team | + 0"       |
| 5. | Giacomo Nizzolo    | Israel-Premier Tech    | + 0"       |
| 6. | Max Walscheid      | Cofidis                | + 0"       |
| 7. | Fernando Gaviria   | Movistar Team          | + 0"       |
| 8. | Jason Tesson       | TotalEnergies          | + 0"       |
| 9. | Paul Penhoët       | Groupama-FDJ           | + 0"       |
| 10. | Sebastián Molano   | UAE Team Emirates      | + 0"       |

## Hold og ryttere
| UCI WorldTeams (9)- Arkéa-Samsic - Astana Qazaqstan Team - Bora-Hansgrohe - Cofidis - Intermarché-Circus-Wanty - Movistar Team - UAE Team Emirates - Ineos Grenadiers - Groupama-FDJ UCI ProTeams (12)- Burgos-BH - Caja Rural-Seguros RGA - Eolo-Kometa - Equipo Kern Pharma - Euskaltel-Euskadi - Israel-Premier Tech - Team Flanders-Baloise - TotalEnergies - Uno-X Pro Cycling Team - Lotto Dstny - Q36.5 Pro Cycling Team - Tudor Pro Cycling Team |
| |

### Danske ryttere
| Danske ryttere på startlisten |                    |                          |           |
| Rygnummer                     | Rytter             | Hold                     | Placering |
| 3                             | William Blume Levy | Uno-X Pro Cycling Team   | 84        |
| 14                            | Julius Johansen    | Intermarché-Circus-Wanty | 36        |
| 117                           | Frederik Wandahl   | Bora-Hansgrohe           | 69        |

* DNF = gennemførte ikke

### Startliste
| Uno-X Pro Cycling Team UXT | Uno-X Pro Cycling Team UXT       | Uno-X Pro Cycling Team UXT |
| -------------------------- | -------------------------------- | -------------------------- |
| Nr.                        | Rytter                           | Placering                  |
| 1                          | Alexander Kristoff (NOR)         | 4.                         |
| 2                          | Tobias Halland Johannessen (NOR) | 139.                       |
| 3                          | William Blume Levy (DEN)         | 84.                        |
| 4                          | Anders Skaarseth (NOR)           | 64.                        |
| 5                          | Rasmus Tiller (NOR)              | 63.                        |
| 6                          | Søren Wærenskjold (NOR)          | 15.                        |
| 7                          | Erik Nordsæter Resell (NOR)      | 79.                        |

| Intermarché-Circus-Wanty ICW | Intermarché-Circus-Wanty ICW    | Intermarché-Circus-Wanty ICW |
| ---------------------------- | ------------------------------- | ---------------------------- |
| Nr.                          | Rytter                          | Placering                    |
| 11                           | Niccolò Bonifazio (ITA)         | 13.                          |
| 12                           | Dries De Pooter (BEL)           | 123.                         |
| 13                           | Roel van Sintmaartensdijk (NED) | 38.                          |
| 14                           | Julius Johansen (DEN)           | 36.                          |
| 15                           | Mike Teunissen (NED)            | 33.                          |
| 16                           | Laurenz Rex (BEL)               | 122.                         |

| Arkéa-Samsic ARK | Arkéa-Samsic ARK      | Arkéa-Samsic ARK |
| ---------------- | --------------------- | ---------------- |
| Nr.              | Rytter                | Placering        |
| 21               | Ewen Costiou (FRA)    | 134.             |
| 22               | Mathis Le Berre (FRA) | 54.              |
| 23               | Kévin Ledanois (FRA)  | 98.              |
| 24               | Daniel McLay (GBR)    | DNF              |
| 25               | Laurent Pichon (FRA)  | 57.              |
| 26               | Alan Riou (FRA)       | 131.             |
| 27               | Clément Russo (FRA)   | 20.              |

| Israel-Premier Tech IPT | Israel-Premier Tech IPT | Israel-Premier Tech IPT |
| ----------------------- | ----------------------- | ----------------------- |
| Nr.                     | Rytter                  | Placering               |
| 31                      | Giacomo Nizzolo (ITA)   | 5.                      |
| 32                      | Reto Hollenstein (SUI)  | 86.                     |
| 33                      | Taj Jones (AUS)         | 85.                     |
| 34                      | Jens Reynders (BEL)     | 32.                     |
| 35                      | Guy Sagiv (ISR)         | 107.                    |
| 36                      | Tom Van Asbroeck (BEL)  | 14.                     |
| 37                      | Rick Zabel (GER)        | 108.                    |

| UAE Team Emirates UAD | UAE Team Emirates UAD   | UAE Team Emirates UAD |
| --------------------- | ----------------------- | --------------------- |
| Nr.                   | Rytter                  | Placering             |
| 41                    | Sjoerd Bax (NED)        | 59.                   |
| 42                    | Alessandro Covi (ITA)   | 52.                   |
| 43                    | Finn Fisher-Black (NZL) | 138.                  |
| 44                    | Sebastián Molano (COL)  | 10.                   |
| 45                    | Domen Novak (SLO)       | DNF                   |
| 46                    | Ivo Oliveira (POR)      | 40.                   |
| 47                    | Matteo Trentin (ITA)    | 39.                   |

| Cofidis COF | Cofidis COF            | Cofidis COF |
| ----------- | ---------------------- | ----------- |
| Nr.         | Rytter                 | Placering   |
| 51          | Max Walscheid (GER)    | 6.          |
| 52          | Bryan Coquard (FRA)    | 56.         |
| 53          | Davide Cimolai (ITA)   | 62.         |
| 54          | Jonathan Lastra (ESP)  | 116.        |
| 55          | Christophe Noppe (BEL) | 99.         |
| 56          | André Carvalho (POR)   | 90.         |
| 57          | Jelle Wallays (BEL)    | 118.        |

| Team Flanders-Baloise TFB | Team Flanders-Baloise TFB | Team Flanders-Baloise TFB |
| ------------------------- | ------------------------- | ------------------------- |
| Nr.                       | Rytter                    | Placering                 |
| 61                        | Toon Clynhens (BEL)       | DNF                       |
| 62                        | Aaron Verwilst (BEL)      | 87.                       |
| 63                        | Alex Colman (BEL)         | 67.                       |
| 64                        | Sander De Pestel (BEL)    | 93.                       |
| 65                        | Milan Fretin (BEL)        | 91.                       |
| 66                        | Vince Gerits (BEL)        | 124.                      |
| 67                        | Aaron Van Poucke (BEL)    | 51.                       |

| Eolo-Kometa EOK | Eolo-Kometa EOK         | Eolo-Kometa EOK |
| --------------- | ----------------------- | --------------- |
| Nr.             | Rytter                  | Placering       |
| 71              | Davide Bais (ITA)       | 105.            |
| 72              | Simone Bevilacqua (ITA) | 117.            |
| 73              | Erik Fetter (HUN)       | 140.            |
| 74              | Álex Martín (ESP)       | 104.            |
| 75              | David Martín (ESP)      | 26.             |
| 76              | Davide Piganzoli (ITA)  | 97.             |
| 77              | Fernando Tercero (ESP)  | 111.            |

| Movistar Team MOV | Movistar Team MOV                      | Movistar Team MOV |
| ----------------- | -------------------------------------- | ----------------- |
| Nr.               | Rytter                                 | Placering         |
| 81                | Iván García Cortina (ESP)              | 41.               |
| 82                | Fernando Gaviria (COL)                 | 7.                |
| 83                | Juri Hollmann (GER)                    | 34.               |
| 84                | Johan Jacobs (SUI)                     | 74.               |
| 85                | Vinicius Rangel Costa (BRA) (landevej) | 119.              |
| 86                | Jorge Arcas (ESP)                      | 73.               |
| 87                | Iván Romeo (ESP)                       | 120.              |

| TotalEnergies TEN | TotalEnergies TEN          | TotalEnergies TEN |
| ----------------- | -------------------------- | ----------------- |
| Nr.               | Rytter                     | Placering         |
| 91                | Edvald Boasson Hagen (NOR) | 19.               |
| 92                | Jérémy Cabot (FRA)         | 128.              |
| 93                | Lorrenzo Manzin (FRA)      | 37.               |
| 94                | Paul Ourselin (FRA)        | 47.               |
| 95                | Geoffrey Soupe (FRA)       | 46.               |
| 96                | Jason Tesson (FRA)         | 8.                |
| 97                | Dries Van Gestel (BEL)     | 17.               |

| Astana Qazaqstan Team AST | Astana Qazaqstan Team AST | Astana Qazaqstan Team AST |
| ------------------------- | ------------------------- | ------------------------- |
| Nr.                       | Rytter                    | Placering                 |
| 101                       | Cees Bol (NED)            | 22.                       |
| 102                       | Gleb Brussenskij (KAZ)    | 45.                       |
| 103                       | Fabio Felline (ITA)       | 78.                       |
| 104                       | Jevgenij Giditj (KAZ)     | 70.                       |
| 105                       | Dmitrij Gruzdev (KAZ)     | 77.                       |
| 106                       | Vadim Pronskij (KAZ)      | 92.                       |
| 107                       | Artjom Zakharov (KAZ)     | 55.                       |

| Bora-Hansgrohe BOH | Bora-Hansgrohe BOH     | Bora-Hansgrohe BOH |
| ------------------ | ---------------------- | ------------------ |
| Nr.                | Rytter                 | Placering          |
| 111                | Marco Haller (AUT)     | DNF                |
| 112                | Jonas Koch (GER)       | 44.                |
| 113                | Victor Koretzky (FRA)  | 68.                |
| 114                | Luis-Joe Lührs (GER)   | DNF                |
| 115                | Jordi Meeus (BEL)      | 3.                 |
| 116                | Nils Politt (GER)      | 29.                |
| 117                | Frederik Wandahl (DEN) | 69.                |

| Ineos Grenadiers IGD | Ineos Grenadiers IGD  | Ineos Grenadiers IGD |
| -------------------- | --------------------- | -------------------- |
| Nr.                  | Rytter                | Placering            |
| 121                  | Leo Hayter (GBR)      | 127.                 |
| 122                  | Kim Heiduk (GER)      | 16.                  |
| 123                  | Michael Leonard (CAN) | 115.                 |
| 124                  | Brandon Rivera (COL)  | 121.                 |
| 125                  | Luke Rowe (GBR)       | 101.                 |
| 126                  | Pavel Sivakov (FRA)   | 114.                 |
| 127                  | Ben Turner (GBR)      | 82.                  |

| Burgos-BH BBH | Burgos-BH BBH         | Burgos-BH BBH |
| ------------- | --------------------- | ------------- |
| Nr.           | Rytter                | Placering     |
| 131           | Manuel Peñalver (ESP) | 25.           |
| 132           | Óscar Pelegrí (ESP)   | 65.           |
| 133           | Antonio Angulo (ESP)  | 132.          |
| 134           | Jetse Bol (NED)       | 109.          |
| 135           | Clément Alleno (FRA)  | 96.           |
| 136           | Ander Okamika (ESP)   | 113.          |
| 137           | Jesús Ezquerra (ESP)  | 27.           |

| Groupama-FDJ GFC | Groupama-FDJ GFC          | Groupama-FDJ GFC |
| ---------------- | ------------------------- | ---------------- |
| Nr.              | Rytter                    | Placering        |
| 141              | Ignatas Konovalovas (LTU) | 71.              |
| 142              | Lewis Askey (GBR)         | 23.              |
| 143              | Lorenzo Germani (ITA)     | 102.             |
| 144              | Matthieu Ladagnous (FRA)  | 103.             |
| 145              | Fabian Lienhard (SUI)     | 60.              |
| 146              | Valentin Madouas (FRA)    | 81.              |
| 147              | Paul Penhoët (FRA)        | 9.               |

| Caja Rural-Seguros RGA CJR | Caja Rural-Seguros RGA CJR    | Caja Rural-Seguros RGA CJR |
| -------------------------- | ----------------------------- | -------------------------- |
| Nr.                        | Rytter                        | Placering                  |
| 151                        | Julen Amezqueta (ESP)         | 49.                        |
| 152                        | Orluis Aular (VEN) (landevej) | 43.                        |
| 153                        | Joseba López (ESP)            | 95.                        |
| 154                        | Daniel Babor (CZE)            | 35.                        |
| 155                        | Tomáš Bárta (CZE)             | 42.                        |
| 156                        | Josu Etxeberria (ESP)         | 129.                       |
| 157                        | David González López (ESP)    | 50.                        |

| Euskaltel-Euskadi EUS | Euskaltel-Euskadi EUS    | Euskaltel-Euskadi EUS |
| --------------------- | ------------------------ | --------------------- |
| Nr.                   | Rytter                   | Placering             |
| 161                   | Enekoitz Azparren (ESP)  | 110.                  |
| 162                   | Xabier Azparren (ESP)    | 133.                  |
| 163                   | Carlos Canal (ESP)       | 24.                   |
| 164                   | Peio Goikoetxea (ESP)    | 94.                   |
| 165                   | Juan José Lobato (ESP)   | 130.                  |
| 166                   | Luis Ángel Maté (ESP)    | 106.                  |
| 167                   | Antonio Jesús Soto (ESP) | 12.                   |

| Lotto Dstny LTD | Lotto Dstny LTD          | Lotto Dstny LTD |
| --------------- | ------------------------ | --------------- |
| Nr.             | Rytter                   | Placering       |
| 171             | Cedric Beullens (BEL)    | 31.             |
| 172             | Arnaud De Lie (BEL)      | 2.              |
| 173             | Frederik Frison (BEL)    | 76.             |
| 174             | Milan Menten (BEL)       | 18.             |
| 175             | Mathijs Paasschens (NED) | 136.            |
| 176             | Liam Slock (BEL)         | 83.             |
| 177             | Florian Vermeersch (BEL) | 11.             |

| Equipo Kern Pharma EKP | Equipo Kern Pharma EKP      | Equipo Kern Pharma EKP |
| ---------------------- | --------------------------- | ---------------------- |
| Nr.                    | Rytter                      | Placering              |
| 181                    | Jon Agirre (ESP)            | 137.                   |
| 182                    | Héctor Carretero (ESP)      | 100.                   |
| 183                    | Carlos García Pierna (ESP)  | 53.                    |
| 184                    | Álex Jaime (ESP)            | 21.                    |
| 185                    | Mikel Retegi (ESP)          | 75.                    |
| 186                    | Ibon Ruiz (ESP)             | 112.                   |
| 187                    | Eugenio Sánchez López (ESP) | 135.                   |

| Q36.5 Pro Cycling Team Q36 | Q36.5 Pro Cycling Team Q36 | Q36.5 Pro Cycling Team Q36 |
| -------------------------- | -------------------------- | -------------------------- |
| Nr.                        | Rytter                     | Placering                  |
| 191                        | Jack Bauer (NZL)           | 30.                        |
| 192                        | Fabio Christen (SUI)       | 80.                        |
| 193                        | Corey Davis (USA)          | 88.                        |
| 195                        | Kamil Małecki (POL)        | 58.                        |
| 196                        | Matteo Moschetti (ITA)     | 1.                         |
| 197                        | Joey Rosskopf (USA)        | 89.                        |

| Tudor Pro Cycling Team TUD | Tudor Pro Cycling Team TUD  | Tudor Pro Cycling Team TUD |
| -------------------------- | --------------------------- | -------------------------- |
| Nr.                        | Rytter                      | Placering                  |
| 201                        | Nils Brun (SUI)             | 48.                        |
| 202                        | Aloïs Charrin (FRA)         | 125.                       |
| 203                        | Jacob Eriksson (SWE)        | 72.                        |
| 204                        | Miká Heming (GER)           | 28.                        |
| 205                        | Sébastien Reichenbach (SUI) | 126.                       |
| 206                        | Roland Thalmann (SUI)       | 66.                        |
| 207                        | Yannis Voisard (SUI)        | 61.                        |

| Uno-X Pro Cycling Team UXT | Uno-X Pro Cycling Team UXT       | Uno-X Pro Cycling Team UXT |
| -------------------------- | -------------------------------- | -------------------------- |
| Nr.                        | Rytter                           | Placering                  |
| 1                          | Alexander Kristoff (NOR)         | 4.                         |
| 2                          | Tobias Halland Johannessen (NOR) | 139.                       |
| 3                          | William Blume Levy (DEN)         | 84.                        |
| 4                          | Anders Skaarseth (NOR)           | 64.                        |
| 5                          | Rasmus Tiller (NOR)              | 63.                        |
| 6                          | Søren Wærenskjold (NOR)          | 15.                        |
| 7                          | Erik Nordsæter Resell (NOR)      | 79.                        |

| Intermarché-Circus-Wanty ICW | Intermarché-Circus-Wanty ICW    | Intermarché-Circus-Wanty ICW |
| ---------------------------- | ------------------------------- | ---------------------------- |
| Nr.                          | Rytter                          | Placering                    |
| 11                           | Niccolò Bonifazio (ITA)         | 13.                          |
| 12                           | Dries De Pooter (BEL)           | 123.                         |
| 13                           | Roel van Sintmaartensdijk (NED) | 38.                          |
| 14                           | Julius Johansen (DEN)           | 36.                          |
| 15                           | Mike Teunissen (NED)            | 33.                          |
| 16                           | Laurenz Rex (BEL)               | 122.                         |

| Arkéa-Samsic ARK | Arkéa-Samsic ARK      | Arkéa-Samsic ARK |
| ---------------- | --------------------- | ---------------- |
| Nr.              | Rytter                | Placering        |
| 21               | Ewen Costiou (FRA)    | 134.             |
| 22               | Mathis Le Berre (FRA) | 54.              |
| 23               | Kévin Ledanois (FRA)  | 98.              |
| 24               | Daniel McLay (GBR)    | DNF              |
| 25               | Laurent Pichon (FRA)  | 57.              |
| 26               | Alan Riou (FRA)       | 131.             |
| 27               | Clément Russo (FRA)   | 20.              |

| Israel-Premier Tech IPT | Israel-Premier Tech IPT | Israel-Premier Tech IPT |
| ----------------------- | ----------------------- | ----------------------- |
| Nr.                     | Rytter                  | Placering               |
| 31                      | Giacomo Nizzolo (ITA)   | 5.                      |
| 32                      | Reto Hollenstein (SUI)  | 86.                     |
| 33                      | Taj Jones (AUS)         | 85.                     |
| 34                      | Jens Reynders (BEL)     | 32.                     |
| 35                      | Guy Sagiv (ISR)         | 107.                    |
| 36                      | Tom Van Asbroeck (BEL)  | 14.                     |
| 37                      | Rick Zabel (GER)        | 108.                    |

| UAE Team Emirates UAD | UAE Team Emirates UAD   | UAE Team Emirates UAD |
| --------------------- | ----------------------- | --------------------- |
| Nr.                   | Rytter                  | Placering             |
| 41                    | Sjoerd Bax (NED)        | 59.                   |
| 42                    | Alessandro Covi (ITA)   | 52.                   |
| 43                    | Finn Fisher-Black (NZL) | 138.                  |
| 44                    | Sebastián Molano (COL)  | 10.                   |
| 45                    | Domen Novak (SLO)       | DNF                   |
| 46                    | Ivo Oliveira (POR)      | 40.                   |
| 47                    | Matteo Trentin (ITA)    | 39.                   |

| Cofidis COF | Cofidis COF            | Cofidis COF |
| ----------- | ---------------------- | ----------- |
| Nr.         | Rytter                 | Placering   |
| 51          | Max Walscheid (GER)    | 6.          |
| 52          | Bryan Coquard (FRA)    | 56.         |
| 53          | Davide Cimolai (ITA)   | 62.         |
| 54          | Jonathan Lastra (ESP)  | 116.        |
| 55          | Christophe Noppe (BEL) | 99.         |
| 56          | André Carvalho (POR)   | 90.         |
| 57          | Jelle Wallays (BEL)    | 118.        |

| Team Flanders-Baloise TFB | Team Flanders-Baloise TFB | Team Flanders-Baloise TFB |
| ------------------------- | ------------------------- | ------------------------- |
| Nr.                       | Rytter                    | Placering                 |
| 61                        | Toon Clynhens (BEL)       | DNF                       |
| 62                        | Aaron Verwilst (BEL)      | 87.                       |
| 63                        | Alex Colman (BEL)         | 67.                       |
| 64                        | Sander De Pestel (BEL)    | 93.                       |
| 65                        | Milan Fretin (BEL)        | 91.                       |
| 66                        | Vince Gerits (BEL)        | 124.                      |
| 67                        | Aaron Van Poucke (BEL)    | 51.                       |

| Eolo-Kometa EOK | Eolo-Kometa EOK         | Eolo-Kometa EOK |
| --------------- | ----------------------- | --------------- |
| Nr.             | Rytter                  | Placering       |
| 71              | Davide Bais (ITA)       | 105.            |
| 72              | Simone Bevilacqua (ITA) | 117.            |
| 73              | Erik Fetter (HUN)       | 140.            |
| 74              | Álex Martín (ESP)       | 104.            |
| 75              | David Martín (ESP)      | 26.             |
| 76              | Davide Piganzoli (ITA)  | 97.             |
| 77              | Fernando Tercero (ESP)  | 111.            |

| Movistar Team MOV | Movistar Team MOV                      | Movistar Team MOV |
| ----------------- | -------------------------------------- | ----------------- |
| Nr.               | Rytter                                 | Placering         |
| 81                | Iván García Cortina (ESP)              | 41.               |
| 82                | Fernando Gaviria (COL)                 | 7.                |
| 83                | Juri Hollmann (GER)                    | 34.               |
| 84                | Johan Jacobs (SUI)                     | 74.               |
| 85                | Vinicius Rangel Costa (BRA) (landevej) | 119.              |
| 86                | Jorge Arcas (ESP)                      | 73.               |
| 87                | Iván Romeo (ESP)                       | 120.              |

| TotalEnergies TEN | TotalEnergies TEN          | TotalEnergies TEN |
| ----------------- | -------------------------- | ----------------- |
| Nr.               | Rytter                     | Placering         |
| 91                | Edvald Boasson Hagen (NOR) | 19.               |
| 92                | Jérémy Cabot (FRA)         | 128.              |
| 93                | Lorrenzo Manzin (FRA)      | 37.               |
| 94                | Paul Ourselin (FRA)        | 47.               |
| 95                | Geoffrey Soupe (FRA)       | 46.               |
| 96                | Jason Tesson (FRA)         | 8.                |
| 97                | Dries Van Gestel (BEL)     | 17.               |

| Astana Qazaqstan Team AST | Astana Qazaqstan Team AST | Astana Qazaqstan Team AST |
| ------------------------- | ------------------------- | ------------------------- |
| Nr.                       | Rytter                    | Placering                 |
| 101                       | Cees Bol (NED)            | 22.                       |
| 102                       | Gleb Brussenskij (KAZ)    | 45.                       |
| 103                       | Fabio Felline (ITA)       | 78.                       |
| 104                       | Jevgenij Giditj (KAZ)     | 70.                       |
| 105                       | Dmitrij Gruzdev (KAZ)     | 77.                       |
| 106                       | Vadim Pronskij (KAZ)      | 92.                       |
| 107                       | Artjom Zakharov (KAZ)     | 55.                       |

| Bora-Hansgrohe BOH | Bora-Hansgrohe BOH     | Bora-Hansgrohe BOH |
| ------------------ | ---------------------- | ------------------ |
| Nr.                | Rytter                 | Placering          |
| 111                | Marco Haller (AUT)     | DNF                |
| 112                | Jonas Koch (GER)       | 44.                |
| 113                | Victor Koretzky (FRA)  | 68.                |
| 114                | Luis-Joe Lührs (GER)   | DNF                |
| 115                | Jordi Meeus (BEL)      | 3.                 |
| 116                | Nils Politt (GER)      | 29.                |
| 117                | Frederik Wandahl (DEN) | 69.                |

| Ineos Grenadiers IGD | Ineos Grenadiers IGD  | Ineos Grenadiers IGD |
| -------------------- | --------------------- | -------------------- |
| Nr.                  | Rytter                | Placering            |
| 121                  | Leo Hayter (GBR)      | 127.                 |
| 122                  | Kim Heiduk (GER)      | 16.                  |
| 123                  | Michael Leonard (CAN) | 115.                 |
| 124                  | Brandon Rivera (COL)  | 121.                 |
| 125                  | Luke Rowe (GBR)       | 101.                 |
| 126                  | Pavel Sivakov (FRA)   | 114.                 |
| 127                  | Ben Turner (GBR)      | 82.                  |

| Burgos-BH BBH | Burgos-BH BBH         | Burgos-BH BBH |
| ------------- | --------------------- | ------------- |
| Nr.           | Rytter                | Placering     |
| 131           | Manuel Peñalver (ESP) | 25.           |
| 132           | Óscar Pelegrí (ESP)   | 65.           |
| 133           | Antonio Angulo (ESP)  | 132.          |
| 134           | Jetse Bol (NED)       | 109.          |
| 135           | Clément Alleno (FRA)  | 96.           |
| 136           | Ander Okamika (ESP)   | 113.          |
| 137           | Jesús Ezquerra (ESP)  | 27.           |

| Groupama-FDJ GFC | Groupama-FDJ GFC          | Groupama-FDJ GFC |
| ---------------- | ------------------------- | ---------------- |
| Nr.              | Rytter                    | Placering        |
| 141              | Ignatas Konovalovas (LTU) | 71.              |
| 142              | Lewis Askey (GBR)         | 23.              |
| 143              | Lorenzo Germani (ITA)     | 102.             |
| 144              | Matthieu Ladagnous (FRA)  | 103.             |
| 145              | Fabian Lienhard (SUI)     | 60.              |
| 146              | Valentin Madouas (FRA)    | 81.              |
| 147              | Paul Penhoët (FRA)        | 9.               |

| Caja Rural-Seguros RGA CJR | Caja Rural-Seguros RGA CJR    | Caja Rural-Seguros RGA CJR |
| -------------------------- | ----------------------------- | -------------------------- |
| Nr.                        | Rytter                        | Placering                  |
| 151                        | Julen Amezqueta (ESP)         | 49.                        |
| 152                        | Orluis Aular (VEN) (landevej) | 43.                        |
| 153                        | Joseba López (ESP)            | 95.                        |
| 154                        | Daniel Babor (CZE)            | 35.                        |
| 155                        | Tomáš Bárta (CZE)             | 42.                        |
| 156                        | Josu Etxeberria (ESP)         | 129.                       |
| 157                        | David González López (ESP)    | 50.                        |

| Euskaltel-Euskadi EUS | Euskaltel-Euskadi EUS    | Euskaltel-Euskadi EUS |
| --------------------- | ------------------------ | --------------------- |
| Nr.                   | Rytter                   | Placering             |
| 161                   | Enekoitz Azparren (ESP)  | 110.                  |
| 162                   | Xabier Azparren (ESP)    | 133.                  |
| 163                   | Carlos Canal (ESP)       | 24.                   |
| 164                   | Peio Goikoetxea (ESP)    | 94.                   |
| 165                   | Juan José Lobato (ESP)   | 130.                  |
| 166                   | Luis Ángel Maté (ESP)    | 106.                  |
| 167                   | Antonio Jesús Soto (ESP) | 12.                   |

| Lotto Dstny LTD | Lotto Dstny LTD          | Lotto Dstny LTD |
| --------------- | ------------------------ | --------------- |
| Nr.             | Rytter                   | Placering       |
| 171             | Cedric Beullens (BEL)    | 31.             |
| 172             | Arnaud De Lie (BEL)      | 2.              |
| 173             | Frederik Frison (BEL)    | 76.             |
| 174             | Milan Menten (BEL)       | 18.             |
| 175             | Mathijs Paasschens (NED) | 136.            |
| 176             | Liam Slock (BEL)         | 83.             |
| 177             | Florian Vermeersch (BEL) | 11.             |

| Equipo Kern Pharma EKP | Equipo Kern Pharma EKP      | Equipo Kern Pharma EKP |
| ---------------------- | --------------------------- | ---------------------- |
| Nr.                    | Rytter                      | Placering              |
| 181                    | Jon Agirre (ESP)            | 137.                   |
| 182                    | Héctor Carretero (ESP)      | 100.                   |
| 183                    | Carlos García Pierna (ESP)  | 53.                    |
| 184                    | Álex Jaime (ESP)            | 21.                    |
| 185                    | Mikel Retegi (ESP)          | 75.                    |
| 186                    | Ibon Ruiz (ESP)             | 112.                   |
| 187                    | Eugenio Sánchez López (ESP) | 135.                   |

| Q36.5 Pro Cycling Team Q36 | Q36.5 Pro Cycling Team Q36 | Q36.5 Pro Cycling Team Q36 |
| -------------------------- | -------------------------- | -------------------------- |
| Nr.                        | Rytter                     | Placering                  |
| 191                        | Jack Bauer (NZL)           | 30.                        |
| 192                        | Fabio Christen (SUI)       | 80.                        |
| 193                        | Corey Davis (USA)          | 88.                        |
| 195                        | Kamil Małecki (POL)        | 58.                        |
| 196                        | Matteo Moschetti (ITA)     | 1.                         |
| 197                        | Joey Rosskopf (USA)        | 89.                        |

| Tudor Pro Cycling Team TUD | Tudor Pro Cycling Team TUD  | Tudor Pro Cycling Team TUD |
| -------------------------- | --------------------------- | -------------------------- |
| Nr.                        | Rytter                      | Placering                  |
| 201                        | Nils Brun (SUI)             | 48.                        |
| 202                        | Aloïs Charrin (FRA)         | 125.                       |
| 203                        | Jacob Eriksson (SWE)        | 72.                        |
| 204                        | Miká Heming (GER)           | 28.                        |
| 205                        | Sébastien Reichenbach (SUI) | 126.                       |
| 206                        | Roland Thalmann (SUI)       | 66.                        |
| 207                        | Yannis Voisard (SUI)        | 61.                        |